# Aldrich (Missouri)
Aldrich – wieś w Stanach Zjednoczonych, w stanie Missouri, w hrabstwie Polk.